# 麥克尼爾鎮區 (阿肯色州哥倫比亞縣)
麥克尼爾鎮區（英語：McNeil Township）是位於美國阿肯色州哥倫比亞縣的一個行政鎮區。

## 地方資料
麥克尼爾鎮區的面積為211.47平方千米，當中陸地面積為211.16平方千米，而水域面積為0.31平方千米。根據2010年美國人口普查的數據，當地共有人口1493人，而人口密度為每平方千米7.06人。